# Marminiac
Marminiac település Franciaországban, Lot megyében. Lakosainak száma 348 fő (2022. január 1.). Marminiac Campagnac-lès-Quercy, Besse, Villefranche-du-Périgord, Cazals, Montcléra, Saint-Caprais és Salviac községekkel határos.

## Népesség
A település népességének változása:
| Lakosok száma | 460  | 368  | 307  | 358  | 371  | 371  | 361  | 350  | 348  | 348  |
|               | 1968 | 1982 | 1990 | 2006 | 2013 | 2015 | 2017 | 2019 | 2020 | 2022 |